# Stade Nungesser
Stade Nungesser je višenamjenski stadion smješten u francuskom gradu Valenciennesu te ga većinom koristi istoimeni prvoligaš Valenciennes FC. Stadion je izgrađen 1930. te prima 16.457 gledatelja a 2011. će ga zamijeniti novi Stade Nungesser II većeg kapaciteta (25.000 gledatelja).

## Vanjske poveznice
- Stade Nungesser (en.Wiki)